# Тухтозеро
Тухтозеро — пресноводное озеро на территории Девятинского сельского поселения Вытегорского района Вологодской области.

## Физико-географическая характеристика
Площадь озера — 2,2 км², площадь водосборного бассейна — 16 км². Располагается на высоте 183,4 метров над уровнем моря.
Форма озера лопастная, продолговатая: оно почти на два с половиной километра вытянуто с северо-запада на юго-восток. Берега изрезанные, каменисто-песчаные.
С северо-западной стороны озера вытекает река Тухтозерка, приток реки Южной Тухты, впадающей в реку Андому, впадающую, в свою очередь, в Онежское озеро.
В озере более десяти безымянных островов различной площади, рассредоточенных по всей площади водоёма.
Населённые пункты и автодороги вблизи водоёма отсутствуют.
Код объекта в государственном водном реестре — 01040100611102000019852.